# Čtyřkoly
Čtyřkoly (en allemand : Vierrad) est une commune du district de Benešov, dans la région de Bohême-Centrale, en Tchéquie. Sa population s'élevait à 721 habitants en 2020.

## Géographie
Čtyřkoly est arrosée par la Sázava, qui forme la limite sud et est de la commune, et se trouve à 10 km au nord-nord-est de Čerčany, à 10 km au nord-nord-est de Benešov et à 31 km au sud-est de Prague.
La commune est limitée par Pětihosty au nord, par Senohraby au nord-est, par Lštění à l'est et au sud, et par Čerčany et Pyšely à l'ouest.

## Histoire
La première mention écrite de la localité date de 1549.